# Pangrapta hylaxalis
Pangrapta hylaxalis là một loài bướm đêm trong họ Erebidae.